# Liste der amtierenden deutschen Landesbauminister
Landesbauminister leiten in den deutschen Ländern das jeweils für den Städtebau sowie das Bau- und Wohnungswesen zuständige Landesministerium. Der Geschäftsbereich ist nicht in allen Ländern durch ein eigenes Ministerium vertreten, sondern zum Teil auch in den jeweiligen Innen-, Verkehrs- oder Finanzministerien angesiedelt.
Im Rahmen des kooperativen Föderalismus arbeiten die Bauminister der Länder in der Bauministerkonferenz (kurz ARGEBAU) zusammen, an deren Sitzungen auch der zuständige Bundesminister regelmäßig teilnimmt. Darüber hinaus gibt es eine eigenständige Raumentwicklungsministerkonferenz (kurz RMK).

## Amtierende Landesbauminister der deutschen Länder
Von den amtierenden 16 Landesbauministern sind acht Frauen und acht Männer. Acht Amtsinhaber gehören der SPD an, fünf den Unionsparteien (CDU/CSU), zwei dem BSW und eine der FDP.
Die längste Amtszeit der gegenwärtigen Landesbauminister hat Doris Ahnen (SPD, seit November 2014 in Rheinland-Pfalz).
| Land                   | Oberste Landesbehörde                                                               | Name                   | Amtsantritt        | Regierung/-en 1                          | Partei | Partei | Bild |
| ---------------------- | ----------------------------------------------------------------------------------- | ---------------------- | ------------------ | ---------------------------------------- | ------ | ------ | ---- |
| Baden-Württemberg      | Ministerium für Landesentwicklung und Wohnen                                        | Nicole Razavi          | 12. Mai 2021       | Kretschmann III                          |        | CDU    |      |
| Bayern                 | Bayerisches Staatsministerium für Wohnen, Bau und Verkehr                           | Christian Bernreiter   | 23. Februar 2022   | Söder II Söder III                       |        | CSU    |      |
| Berlin                 | Senatsverwaltung für Stadtentwicklung, Bauen und Wohnen                             | Christian Gaebler      | 27. April 2023     | Wegner                                   |        | SPD    |      |
| Brandenburg            | Ministerium für Infrastruktur und Landesplanung                                     | Detlef Tabbert         | 11. Dezember 2024  | Woidke IV                                |        | BSW    |      |
| Bremen                 | Die Senatorin für Bau, Mobilität und Stadtentwicklung                               | Özlem Ünsal            | 5. Juli 2023       | Bovenschulte II                          |        | SPD    |      |
| Hamburg                | Behörde für Stadtentwicklung und Wohnen                                             | Karen Pein             | 15. Dezember 2022  | Tschentscher II Tschentscher III         | SPD    |        |      |
| Hessen                 | Hessisches Ministerium für Wirtschaft, Energie, Verkehr, Wohnen und ländlichen Raum | Kaweh Mansoori         | 18. Januar 2024    | Rhein II                                 | SPD    |        |      |
| Mecklenburg-Vorpommern | Ministerium für Inneres, Bau und Digitalisierung                                    | Christian Pegel        | 1. November 2016   | Sellering III Schwesig I Schwesig II     | SPD    |        |      |
| Niedersachsen          | Niedersächsisches Ministerium für Wirtschaft, Verkehr und Bauen                     | Grant Hendrik Tonne    | 20. Mai 2025       | Lies                                     | SPD    |        |      |
| Nordrhein-Westfalen    | Ministerium für Heimat, Kommunales, Bau und Digitalisierung                         | Ina Scharrenbach       | 30. Juni 2017      | Laschet Wüst I Wüst II                   |        | CDU    |      |
| Rheinland-Pfalz        | Ministerium der Finanzen                                                            | Doris Ahnen            | 12. November 2014  | Dreyer I Dreyer II Dreyer III Schweitzer |        | SPD    |      |
| Saarland               | Ministerium für Inneres, Bauen und Sport                                            | Reinhold Jost          | 26. April 2022     | Rehlinger                                | SPD    |        |      |
| Sachsen                | Sächsisches Staatsministerium für Infrastruktur und Landesentwicklung               | Regina Kraushaar       | 19. Dezember 2024  | Kretschmer III                           |        | CDU    |      |
| Sachsen-Anhalt         | Ministerium für Infrastruktur und Digitales                                         | Lydia Hüskens          | 16. September 2021 | Haseloff III                             |        | FDP    |      |
| Schleswig-Holstein     | Ministerium für Inneres, Kommunales, Wohnen und Sport                               | Sabine Sütterlin-Waack | 28. April 2020     | Günther I Günther II                     |        | CDU    |      |
| Thüringen              | Thüringer Ministerium für Digitales und Infrastruktur                               | Steffen Schütz         | 13. Dezember 2024  | Voigt                                    |        | BSW    |      |